# Сладкият живот на Дейвид Роко
Сладкият живот на Дейвид Роко (оригинално име: David Rocco's Dolce Vita) е телевизионно шоу, създадено и представяно от Дейвид Роко. Предаването е заснето в и край различни градове и местности в Италия по стъпките на културните, социални и кулинарни дирения на Дейвид и неговите приятели. Освен готвене, програмата разглежда италианския начин на живот и на хранене. Дейвид и съпругата му Нина сноват между Флоренция и Сицилия, готвейки за приятели, посещавайки най-горещите места в града и наслаждавайки се на своята долче вита.
Рецептите, които Дейвид приготвя, обикновено са лесни за изпълнение класически италиански ястия. Цялата концепция зад кулинарната нишка на шоуто е, че готвенето не непременно е трудно. Блюдата, които той прави, винаги са елегантни и впечатляващи, но в същото време прости и бързи. Някои епизоди са построени тематично, например „На лов за гъби“. Други епизоди включват например „Партито“, „Момчетата се забавляват“ и „Роко и градът“.